# Croceverde-Giardini

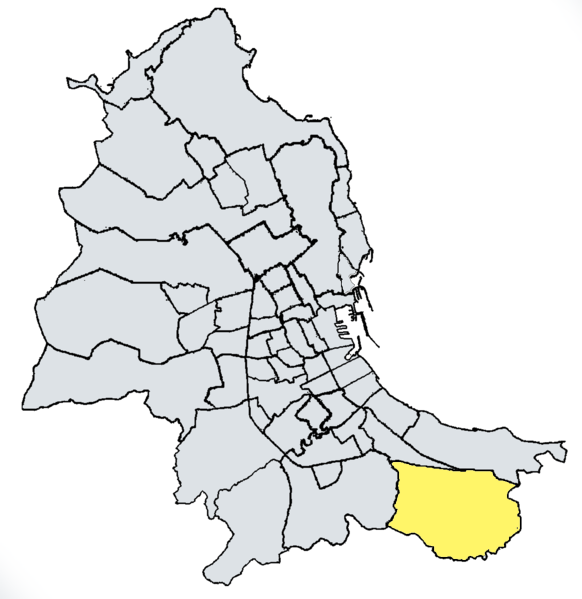
Lage von Croceverde-Giardini im Großraum Palermo

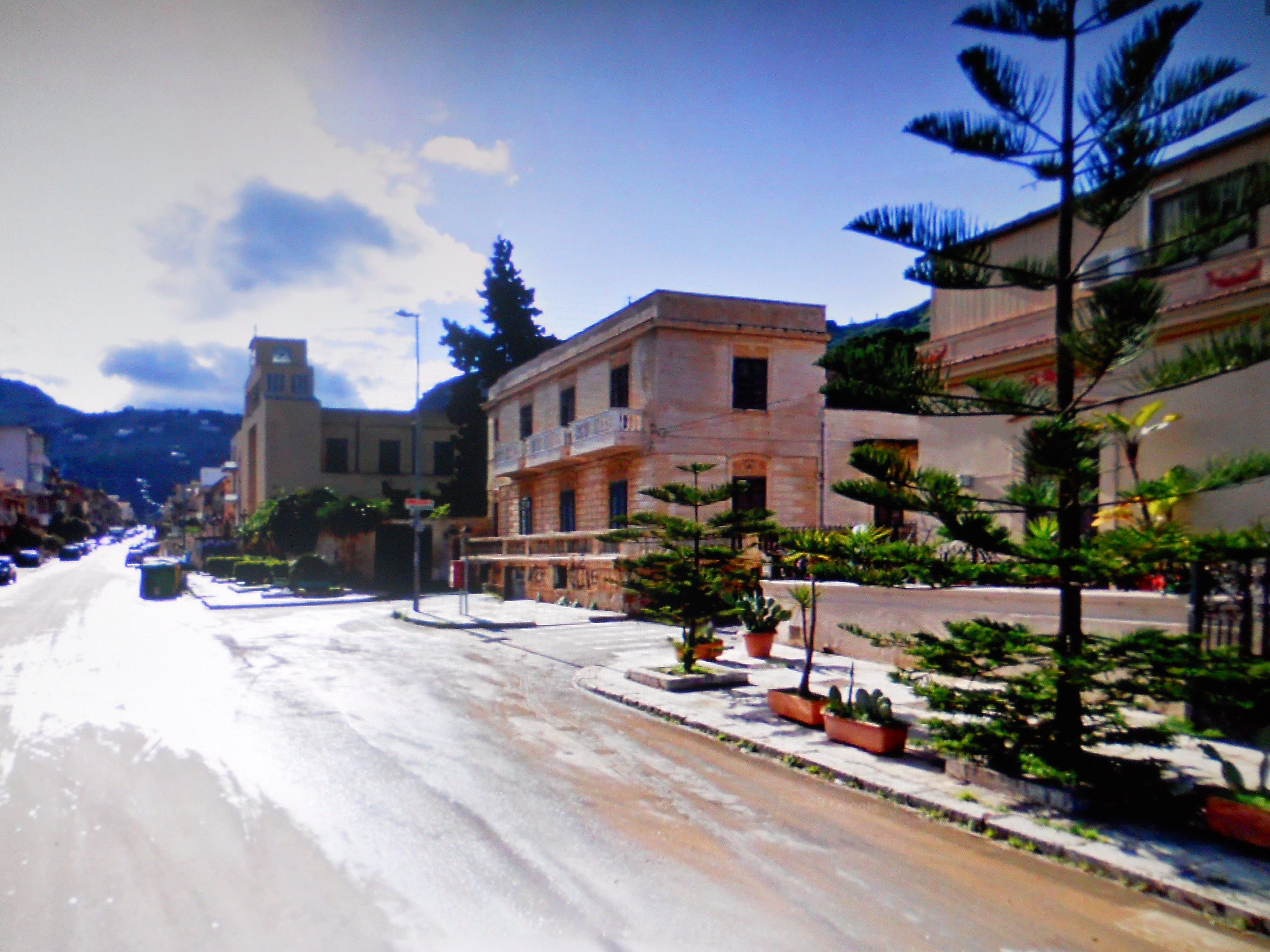
Piazzetta von Croceverde-Giardini

Croceverde oder Croceverde-Giardini (oder auch als Singular Giardina gebräuchlich) ist ein ländlicher Ortsteil (Borgata di campagna) im Südosten der Metropolregion Palermo. Croceverde-Giardini hat etwa 1500 Einwohner und liegt etwa 95 Meter über dem Meeresspiegel in der Ebene Conca d’Oro, die durch landwirtschaftliche Nutzung von Gärten und Zitrushainen geprägt ist. Im Nordwesten grenzt der Ort an Ciaculli mit der gleichnamigen Straße Via Ciaculli, die auch durch den Weiler Croceverde-Giardini verläuft und im Südosten an Gibilrossa, eine Ortschaft der zur Ortschaft Misilmeri gehört, die damals durch den Feldzug von Garibaldi bekannt wurde. Misilmeri liegt in der Nähe der Gemeinde Villabate. Von den Hängen des benachbarten Monte Grifone kann man das Panorama von Palermo erblicken. Croceverde ist durch die AMAT-Linie 212 mit dem Zentrum von Palermo verbunden.
Zu den bekanntesten Häusern der Gemeinde Croceverde-Giardini ist die Villa des mächtigen Mafiabosses Michele Greco, der hier im Jahr 1924 geboren wurde. Seine Familie, die Grecos, die sich in einen Stamm aus Croceverde-Giardini und zwei aus Ciaculli untergliederten und die nach dem Zweiten Weltkrieg in einer blutigen Familienfehde gegeneinander kämpfte, dominierte lange Zeit die sizilianische Mafia. Michele Greco und sein Bruder Salvatore führten ihre Geschäfte häufig auch von ihrem Familienanwesen Fondo La Favarella, welches inmitten eines großen Zitronenhains lag und einigen Mafioso Unterschlupf bot. Hier wurden Festmähler abgehalten und Jagdveranstaltungen durchgeführt. Unter der Plantage befindet sich ein System aus Bewässerungstunneln, in denen sich Michele Greco verbarg, als er polizeilich gesucht wurde.
Die Gegend um Croceverde-Giardini und Ciaculli bietet ein ideales Klima für den Anbau von Mandarinen der Sorte „Mandarino Tardivo di Ciaculli – die späte Ciaculli-Mandarine“, die als Südfrucht in die ganze Welt exportiert wird. Auf den Steilhängen des Monte Grifone (bis zu 50 % Gefälle) des Monte Grifone werden Mandarinen im Terrassenbau kultiviert. Weiterhin werden Mispeln und Gemüsearten angebaut.
Ein großes Problem sind illegale Bauaktivitäten, die durch staatliche Regulation kaum eingedämmt werden können, zur Degradation der empfindlichen Böden geführt hat. Croceverde-Giardini, Ciaculli und Belmonte Chiavelli sind von einer hydrogeologischen Instabilität gefährdet. Im Vallone di Croceverde kommt es während der regenreichen Monate immer wieder zu Schlammlawinen, die Bäume entwurzeln und Croceverde-Giardini immer wieder bedrohen, so wie es im September 2009 der Fall war.